# Dendrophthora albescens
Dendrophthora albescens är en sandelträdsväxtart som beskrevs av Urb. & Ekman. Dendrophthora albescens ingår i släktet Dendrophthora och familjen sandelträdsväxter. Inga underarter finns listade i Catalogue of Life.